# Heterolepidoderma obliquum
Heterolepidoderma obliquum är en djurart som tillhör fylumet bukhårsdjur, och som beskrevs av Saito 1937. Heterolepidoderma obliquum ingår i släktet Heterolepidoderma och familjen Chaetonotidae. Inga underarter finns listade i Catalogue of Life.